# Dorfkirche Guhlsdorf

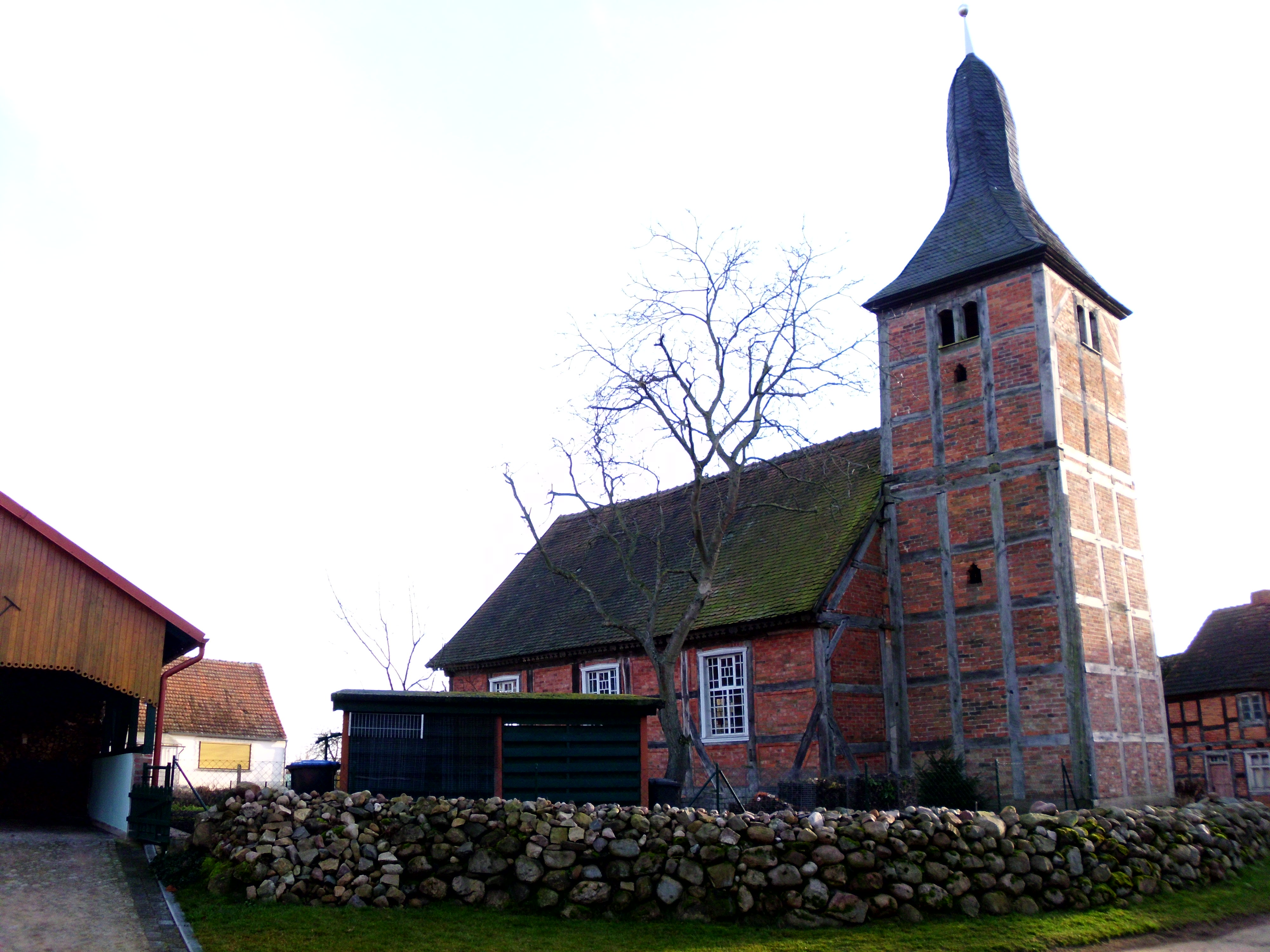
Dorfkirche Guhlsdorf

Die evangelische, denkmalgeschützte Dorfkirche Guhlsdorf steht in Guhlsdorf, einem Gemeindeteil im Ortsteil Klein Gottschow der Gemeinde Groß Pankow im Landkreis Prignitz in Brandenburg. Die Kirche gehört zum Pfarrsprengel Uenze-Rosenhagen-Krampfer im Kirchenkreis Prignitz der Evangelischen Kirche Berlin-Brandenburg-schlesische Oberlausitz.

## Beschreibung
Die 1712 erneuerte Fachwerkkirche, deren Gefache mit Backsteinen ausgefüllt sind, geht im Kern auf einen Vorgängerbau aus dem Jahr 1591 zurück. Sie besteht aus einem Langhaus, das mit einem Satteldach bedeckt ist, und einem quadratischen Kirchturm im Westen, dessen oberstes Geschoss hinter den als Biforien gestalteten Klangarkaden den Glockenstuhl beherbergt, und auf dem ein achtseitiger, schiefergedeckter Knickhelm aus dem Jahr 1905 sitzt.
Der Innenraum ist mit einer Holzbalkendecke überspannt, die in der Mitte von einem hölzernen Pfeiler gestützt wird. Zur Kirchenausstattung gehört ein Kanzelaltar von 1712. Der Korb der Kanzel wird von Akanthusornamenten flankiert. Auf seiner Brüstung befinden sich Gemälde mit der Darstellung der vier Evangelisten und des Salvator mundi.